# Phenacogrammus ansorgii
Phenacogrammus ansorgii är en fiskart som först beskrevs av Boulenger, 1910.  Phenacogrammus ansorgii ingår i släktet Phenacogrammus och familjen Alestidae. IUCN kategoriserar arten globalt som livskraftig. Inga underarter finns listade i Catalogue of Life.